# Ivan Sirkò
Ivan Sirkò (en ucraïnès: Іван Дмитрович Сірко, 1610–1680) va ser un cap militar cosac ucraïnès, ataman koixoví de l'amfitrió de Zaporozhian i suposat coautor de la famosa semi-llegendària Resposta dels cosacs de Zaporozhian que va inspirar una pintura important de l'artista del segle xix Ilià Repin. Conegut com Urus-shaitan (turc: el diable ruteni) entre les autoritats turques otomanes i els seus aliats del Khanat, era reconegut i molt apreciat pels seus contemporanis per les seves atrevides incursions i tàctiques poc ortodoxes.